# ميخائيل تي رايت
ميخائيل تي رايت (بالإنجليزية: Michael T. Wright)‏ هو مهندس بريطاني، ولد في 11 أبريل 1947، وتوفي في 10 يناير 2015.